# Luciano Galego
Luciano Rodrigues Siedel, mais conhecida como Luciano Galego (Imperatriz, 16 de julho de 1984) é um político brasileiro filiado ao Partido Liberal (PL).

## Biografia
Começou sua carreira política se candidatando à Deputado Federal no Maranhão, sendo eleito suplente na chapa.
Assumiu mandato como Deputado Federal, após uma política de revezamento de cadeiras.